# Lagoa da Confusão
Lagoa da Confusão es un municipio brasilero del estado del Tocantins. 
Se localiza a una latitud 10°47′37″ S y a una longitud 49°37′25″ O. Su población estimada en 2004 era de 7.934 habitantes.

## Economía
El municipio es el mayor productor de arroz irrigado del estado del Tocantins, con un área plantada de aproximadamente 50.000 ha en el período de las lluvias (noviembre a marzo), y un plantio de 40.000 ha en el período de invierno. 

### Turismo
Una de las mayores potencialidades de salario de la región es el turismo, representado por una linda laguna que da nombre a la ciudad, además de grutas, fauna abundante y flora exuberante, factores característicos de la región amazónica. 